# ポリウォークス
ポリウォークス（POLLIWALKS）は、2008年春アメリカ合衆国のシューズ業界に登場した、Polliwalks INC．のキッズシューズブランド。「Fun for feet! 外であそぼう!」がブランドポリシー。

## 概要
動物をモチーフにしたバラエティ豊かなデザインや愉快な足跡が残るフットプリンターを採用し、
ペット感覚の楽しい靴として全米の子供たちの支持を得る。
アメリカ合衆国五大デパートのノードストローム全店舗で発売され、ハリウッドセレブの子供達が履いた事などをきっかけにブームとなり、一躍子供靴の新しい潮流となった。
靴の企画・開発は、幼児・小児の行動や心理を知り尽くした20年以上の経験を持つ、子供靴の専門家チームが担当。 
大きく反り上がったつま先のカーブ、しっかりサポートする足の甲のアーチ、深めに設定されたヒールカップなどの特徴的な構造は全て子供達の健全な発育や正しい姿勢、安全な歩行を考慮した設計によるものである。
靴の素材は独自に開発したポリエチレン樹脂を採用。塩素を含まず、燃やしてもダイオキシンを発生しない。環境ホルモンを含まないため、子供が口に入れても安心という環境にも優しい素材となっている。また、この新開発のポリエチレン樹脂は既存の樹脂より極端に低い伸び率を実現。これによりエスカレーターによる巻き込み事故をも未然に防ぐ素材となった。
2009年夏からセサミストリートのキャラクターシューズを発売し、全米においては子供靴の定番として認知されるようになった。

## ブランドの歴史
- 2008年 - 2月、アメリカ合衆国コネチカット州にすむ一家の発案が原点。ストライド社というアメリカ合衆国の老舗メーカーに在籍していた、父のジョエルが企画・デザインし、母のシェリルがマーケティング、そして二人の息子がポリウォグ（オタマジャクシ）から発想したポリウォークスというブランド名をつけた。

- 2009年 - セサミストリートのキャラクターシューズを発売。株式会社KONECTが日本国内の総代理店として日本で販売を開始。